# Kosalya flavostrigata
Kosalya flavostrigata är en insektsart som beskrevs av William Lucas Distant 1906. Kosalya flavostrigata ingår i släktet Kosalya och familjen vedstritar. Inga underarter finns listade i Catalogue of Life.